# Curetis bougainvillei
Curetis bougainvillei är en fjärilsart som beskrevs av Chapman 1915. Curetis bougainvillei ingår i släktet Curetis och familjen juvelvingar. Inga underarter finns listade i Catalogue of Life.